# Будник, Гавриил Дмитриевич
Гавриил Дмитриевич Будник (1924—2001) — советский воин-пехотинец во время Великой Отечественной войны, Герой Советского Союза (16.10.1943). Красноармеец (впоследствии — старшина МВД СССР).

## Биография
Гавриил Будник родился 16 декабря 1924 года в селе Георгиевка Семипалатинского уезда Семипалатинской губернии Киргизской АССР (ныне — Жарминский район Восточно-Казахстанской области Казахстана) в крестьянской семье. Получил неполное среднее образование, работал трактористом в колхозе «Свобода» в Капальском районе Алма-Атинской области Казахской ССР. 
В 1942 году был призван на службу в Рабоче-крестьянскую Красную Армию. С сентября того же года — на фронтах Великой Отечественной войны, был разведчиком 151-го стрелкового полка 8-й стрелковой дивизии 15-го стрелкового корпуса 13-й армии Центрального фронта. Отличился во время битвы за Днепр.
В ночь с 23 на 24 сентября 1943 года в составе группы бойцов Будник должен был переправиться через Припять в районе села Карпиловка Чернобыльского района Киевской области Украинской ССР. Лодка была обнаружена немцами и потоплена артиллерийским ударом, почти все бойцы группы погибли. Будник был контужен и сброшен взрывом в воду, но сумел выплыть. Несмотря на то, что он имел возможность вернуться в расположения своей части, Будник переправился на западный берег. В течение дня под проливным дождём, не имея продовольствия, он вёл наблюдение за противником, обнаруживая его огневые точки и оборонительные позиции. В ночь с 24 на 25 сентября он переправился обратно на восточный берег и доставил командованию полученные им ценные сведения.
Так описывает подвиг Г. Будника в мемуарах его бывший командир корпуса И. И. Людников:

Десять разведчиков 310-го полка вызвались добровольцами на первый баркас, который темной ночью отчаливал к правому берегу Днепра. Комбат Миронов сказал старшему группы разведчиков Жарикову: «Зацепитесь — начнем переправу всем батальоном». Разведчики уже приблизились к противоположному берегу, когда случайная ракета осветила баркас и на него обрушился вражеский огонь. Гитлеровцы стали непрерывно пускать ракеты. В их ослепительном свете комбат Миронов видел, как затонул разбитый баркас, как под черной гладью реки скрылись наши солдаты. Он и доложил, что первая разведка не удалась, а десять добровольцев погибли. Но еще задолго до рассвета значительно левее первоначально намеченной переправы к нашему берегу пристала утлая рыбачья лодчонка. Из нее, пошатываясь, выбрался контуженный Гаврюша Будник. Явившись к командиру, он рассказал, как они с Толей Жариковым уцепились за бревно, добрались до правого берега и проникли в тыл неприятеля. Будник набросал конфигурацию правого берега, а на карте комбата показал, где находятся вражеские батареи и где он оставил в засаде раненного в ногу Толю Жарикова. Данные разведчиков оказались очень ценными для полка, и тут же началась переправа.— Людников И. И. Дорога длиною в жизнь. — М.: Воениздат, 1969. — 180 с. (Военные мемуары). — С.91.
Указом Президиума Верховного Совета СССР от 16 октября 1943 года за «мужество и героизм, проявленные на фронте борьбы с немецко-фашистскими захватчиками» красноармеец Гавриил Будник был удостоен высокого звания Героя Советского Союза с вручением ордена Ленина за номером 13556 и медали «Золотая Звезда» за номером 2054.
К тому времени полк Будника переправился через Припять и далеко вырвался вперёд. Попав в окружение, полк был вынужден прорваться в леса под Овручем и соединиться с партизанским соединением Сидора Ковпака. Через несколько месяцев, после воссоединения с советскими частями Будник продолжил участие в боевых действиях. В 1945 году гвардии красноармеец Г. Д. Будник был демобилизован.
Поступил на сверхсрочную службу во внутренние войска МВД СССР. Служил в звании старшины более 20 лет. В 1972 году уволен в запас. 
С 1973 года проживал в городе Лобня Московской области, работал оператором системы управления воздушным движением аэропорта «Шереметьево».
Умер 15 августа 2001 года. Похоронен в Лобне на кладбище Киово.
Был также награждён орденом Отечественной войны 1-й степени и рядом медалей.  

## Память
- В честь Г. Д. Будника названа школа № 8 в Лобне.
- На доме в Лобне, где он жил, установлена мемориальная доска[1].